# Telefone de lata

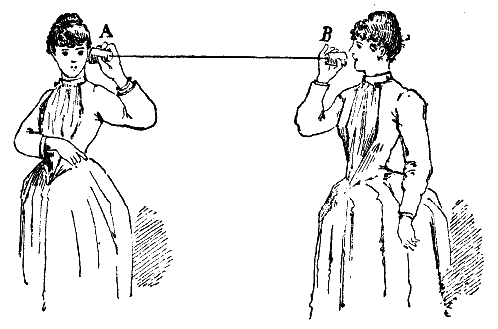
Telefone de lata - ilustração histórica.

Telefone de lata é um brinquedo utilizado por crianças para imitar uma ligação de telefone.
Duas latas unidas por um barbante permitem a comunicação à distância, transmitindo as ondas da voz pela vibração do barbante, fazendo assim um "telefonezinho".